# Paul-Henri Mathieu
Paul-Henri Mathieu (Strasburgo, 12 gennaio 1982) è un allenatore di tennis ed ex tennista francese.

## Carriera

### Junior
Vince nel 1996 la quattordicesima edizione del Les Petits As.

### Professionismo: Esordi
Mathieu è professionista dal 1999 ma il suo esordio in uno torneo ATP è datato 2000 a Kitzbühel dove, passate le qualificazioni, raggiunge il secondo turno. Qualche settimana dopo ottiene lo stesso risultato ad Indianapolis, dove batte lo svedese Jonas Björkman.
Tra il 2000 ed il 2001 conquista diversi titoli challenger, che lo portano nei primi 150 tennisti del mondo

### 2002 - 2003
Il 2002 è l'anno dell'esplosione a livello ATP. Al Roland Garros batte Wayne Ferreira, Fabrice Santoro e Jiří Novák prima di perdere negli ottavi di finale da Andre Agassi. In estate Mathieu coglie due scalpi prestigiosi: A Gstaad il campione di Parigi in carica Albert Costa e a Long Island è l'ultimo giocatore a battere il mitico Pete Sampras nella sua lunga carriera.
Nel finale di stagione vince uno dopo l'altro i tornei di Mosca, dove veniva dalle qualificazioni, e Lione, battendo tra gli altri: in Russia Tommy Robredo, Jiří Novák, Rainar Schuttler, Marat Safin e Sjeng Schalken, in Francia Thomas Johansson, Jonas Björkman e Gustavo Kuerten. Questi exploit lo portano al n.36 del mondo e gli garantiscono un posto nella finale di Coppa Davis tra Francia e Russia a Parigi, nella quale però nel singolare decisivo perde da Michail Južnyj 3-6 2-6 6-3 7-5 6-4, subendo dunque la sconfitta sin qui più cocente della sua carriera.
Quello successivo è anno tribolato a causa di un infortunio che gli fa perdere i primi 3 mesi. Al ritorno subisce numerose sconfitte ai primi turni. Le migliori performance le realizza a Palermo (finale) e Mosca (semifinale). Chiude l'anno al n.83.

### 2004 - 2005
A inizio 2004 subisce un altro infortunio che lo costringe a saltare metà stagione. Al ritorno si aggiudica il challanger di Segovia e arriva in semifinale a Metz e ai quarti di finale dell torneo ATP di Washington. Chiude soltanto al n.123, ma si toglie la soddisfazione di tornare in Coppa Davis, dopo la delusione di due anni prima, battendo Carlos Moyá nella semifinale di Davis contro la Spagna, disputata a Palma de Maiorca, per 6-3 2-6 3-6 6-3 6-3.
Nel febbraio 2005 è protagonista ancora in Davis, battendo sia Joachim Johansson sia Thomas Johansson, vittorie che consentono alla Francia di battere la Svezia per 3-2. Nel Masters Series di Indian Wells passa le qualificazione e supera 3 turni del tabellone principale (battendo tra gli altri il tedesco Tommy Haas). Raggiunge poi i quarti di finale all'Estoril ed il terzo turno al Roland Garros, dove perde un match lunghissimo, e giocato in due giorni, contro Guillermo Cañas, 8-6 al quinto set.
In estate perde nettamente i singolari di Davis contro i russi Nikolaj Davydenko e Igor' Andreev, ma si riscatta nel Masters Series di Montréal, dove raggiunge le semifinali a spese tra gli altri del n.5 ATP Andy Roddick. Nei tornei successivi, però, non ottiene risultati altrettanto importanti, raggiungendo solo i quarti a Bucarest e il terzo turno a Parigi, dove batte il cileno Fernando González. Chiude al n.46.

### 2006 - 2007
Inizia bene il 2006 raggiungendo il quarto turno agli Australian Open, i quarti di finale a Marsiglia ed il terzo turno ad Indian Wells. Sulla terra battuta europea ottiene le migliori vittorie a Monte Carlo contro Marat Safin e a Roma contro l'ex campione del Roland Garros Juan Carlos Ferrero. A Parigi raggiunge di nuovo il terzo turno, giocando un gran match contro il campione in carica (e futuro vincitore anche di quella edizione) Rafael Nadal, al quale cede dopo 4h53' per 5-7 6-4 6-4 6-4 (un tempo altissimo per 4 set). Realizza in questo periodo il suo best ranking (n. 32) ma nella seconda parte della stagione accusa una grossa flessione di rendimento che lo fa scendere al n. 55. Da segnalare solo la semifinale a Bucarest e il terzo turno a Parigi Bercy, dove batte l'astro nascente Novak Đoković.
Nel 2007 Mathieu disputa la sua miglior stagione, nonostante un inizio non positivo. Agli Australian Open, infatti, un infortunio alla caviglia lo costringe ad abbandonare a 4 punti dalla vittoria contro lo spagnolo Fernando Verdasco. Mathieu conduceva 7-6 6-4 6-6 (3-1) al momento del ritiro. Al rientro, a Las Vegas incontra, curiosamente, di nuovo Verdasco, che stavolta vince sul campo. Nei due Masters Series di Indian Wells e Miami, raggiunge rispettivamente il 3t (battendo Mardy Fish) ed il 4t (battendo Fernando González). In aprile torna protagonista in Davis, di nuovo contro la "solita" Russia: Mathieu ottiene una bella vittoria in quel di Mosca su Davydenko ma cede a Safin nel singolare decisivo. Qualche settimana dopo si aggiudica il torneo di Casablanca e raggiunge la semifinale all'Estoril ed il 3t ad Amburgo e Parigi. A differenza delle precedenti annate è protagonista anche nella seconda parte dell'anno e sull'erba: 3t al Queen's (Inghilterra), quarti a Nottingham e 4t a Wimbledon dove batte Radek Štěpánek, David Ferrer e Ivan Ljubičić prima di cedere a Roddick. Una settimana più tardi vince il secondo torneo dell'anno a Gstaad, dove sconfigge in finale l'italiano Andreas Seppi 6-7 6-4 7-5 (risalendo da 3-5 nel terzo set). Si issa così al n. 23 del mondo. A Montréal raggiunge gli ottavi (fuori contro Nadal) ma realizza una clamorosa rimonta contro Canas al 1t. Mathieu era sotto 4-6 0-4 (con palla dello 0-5) prima di ribaltare l'incontro e chiuderlo 4-6 7-5 6-0. A New Haven è in semifinale mentre agli US Open perde ancora da Verdasco. Nei tornei indoor i migliori risultati sono la finale a Mosca (persa da Davydenko), il 3t a Madrid (dove batte il connazionale Richard Gasquet) e i quarti a Basilea. Inoltre migliora il suo best ranking (n. 19 il 29 ottobre) prima di chiudere l'anno al n. 25.

### 2008 - 2009
Agli Australian Open raggiunge per la seconda volta gli ottavi di finale prima di ritirarsi contro Rafael Nadal per un infortunio procuratosi nel match-maratona vinto in precedenza contro l'austriaco Koubek. A Marsiglia vince 3 derby consecutivi (Gicquel, Llodra, Simon) prima di perdere nettamente dallo scozzese Andy Murray. Il 25 febbraio 2008 entra, per la prima volta, tra i primi 15 giocatori del mondo mentre dopo il Masters-Series di Miami (4º turno sconfitto da Nadal dopo aver battuto Moya) migliora il suo best ranking: n.12. Successivamente è protagonista in Davis di un match molto combattuto contro James Blake e perso 7-6 6-7 6-3 3-6 7-5 dopo aver avuto 2 match-point. Sulla terra battuta delude perdendo al primo turno in tutti e tre i Masters-series e raggiungendo solo la semifinale a Monaco di Baviera.
Al Roland Garros è protagonista, al 1t, del match d'addio del 3 volte ex campione ed ex numero 1 del mondo Gustavo Kuerten, vincendo in 3 facili set. Al turno successivo realizza la sua prima vittoria recuperando 2 set di svantaggio, a danno dello spagnolo Óscar Hernández col punteggio di 2-6 1-6 6-4 6-3 6-2. Poi vince un altro duro match con la rivelazione argentina Schwank prima di cedere a Novak Đoković. Successivamente riprende una curiosa rivalità con il croato Cilic: dopo che Mathieu aveva vinto a Miami e Monaco, vince di nuovo sull'erba del Queen's (cedendo poi da Hewitt) per poi perderci nei 3 tornei successivi: al 1t a Nottingham, al 3t a Wimbledon e al 1t a Gstaad. Subito fuori nei MS americani, torna a giocare bene alle Olimpiadi dove batte Lapentti, Davydenko e Kiefer perdendo nei quarti dalla futura medaglia d'argento Fernando González. Agli Us Open perde in 4 set da Mardy Fish, mentre a Metz raggiunge la finale dove si arrende al russo Tursunov. Chiude al n. 31.
Inizia bene il 2009 con una semifinale ad Adelaide, dove elimina Gulbis e Nishikori, ma agli Australian Open perde al 2t dallo statunitense Delic (facendosi rimontare 2 set di vantaggio). Nei tornei successivi ottiene solo delle vittorie saltuarie (contro Richard Gasquet, Gaël Monfils e Marcos Baghdatis ma pochi piazzamenti di rilievo. A Roma batte David Ferrer, n. 14 ATP, ma perde da Zverev mentre a Monaco arriva ai quarti. Al Roland Garros gioca un bel match di 3t contro Roger Federer, perso in 4 set. Per ritrovarlo in una finale bisogna attendere l'ATP 500 di Amburgo, dove perde da Davydenko. Raggiunge poi gli ottavi a Cincinnati mentre agli Us Open perde da Youzhny. Negli indoor europei l'unico risultato di rilievo è la semifinale di Metz. Chiude la stagione al n.33

### 2010 - 2011
Il 2010 è fortemente condizionato dagli infortuni. Saltati i primi 3 mesi di tornei, rientra ad Indian Wells dove batte il tedesco Benjamin Becker e perde da Feliciano López. La condizione non è ottimale ed incappa in una lunga serie di sconfitte al primo turno. Riesce a ritrovare un livello di tennis accettabile, forse dovuto a maggiori motivazioni, solo nei tornei del Grande Slam. A Wimbledon raggiunge gli ottavi di finale, per la seconda volta in carriera, battendo Michail Južnyj, n. 14, 6-4 2-6 2-6 6-3 6-4 (prendendosi una bella rivincita del match di Davis di 8 anni prima) e perdendo da Nadal. Agli Us Open è Federer a fermarlo al 3 turno dopo la bella vittoria al turno d'esordio su Lleyton Hewitt. A Basilea, in novembre, dopo aver perso da Robin Haase in qualificazioni, entra come lucky loser e batte il tedesco Florian Mayer, n. 39, ma l'ennesimo infortunio lo costringe a dare forfait nel turno successivo. Tale infortunio non gli ha permesso di scendere in campo nel 2011.

### 2012-2017
Il ritorno avviene nel gennaio 2012 nel challanger di Heilbronn, dove perde nelle qualificazioni. I primi punti li ottiene nell'atp di Montpellier, battendo il tedesco Cedrik-Marcel Stebe, n. 72. A Rotterdam si qualifica e sconfigge al 1t Feliciano López, n. 15. La vittoria su Donald Young nel Masters 1000 di Montecarlo lo fa rientrare tra i top 500, ma è il torneo più sentito, il Roland Garros, a riportarlo nel tennis di vertice: rimontati 2 set di svantaggio nel 1t contro il tedesco Phau, al 2t batte al termine di un match epico John Isner, n. 11 del mondo, eguagliando il primato della partita più lunga (per numero di game) del torneo. 6-7 6-4 6-4 2-6 18-16 il punteggio a favore di Mathieu. Esce a testa alta dal torneo cedendo contro Granollers, dopo un'altra battaglia vinta dallo spagnolo 6-4 6-4 1-6 4-6 6-1. La stagione prosegue con due belle semifinali svizzere: a Gstaad batte Gulbis e Wawrinka e perde da Tipsarevic; a Basilea Davydenko e Dimitrov e perde da Federer, Chiude l'anno al n 58.
Il 2013 è avaro di soddisfazioni. A parte qualche buona apparizione in qualche challenger incappa in una serie di sconfitte di fila a livello Atp fino proprio a Basilea Atp500, dove supera la qualificazioni e per poco non bissa la semifinale 2012, cedendo nei quarti a Juan Martin Del Potro. Chiude al n. 129
Nel 2014 si segnalano i quarti di finale a Bucarest, dove supera le qualificazioni ma sciupa diversi match point contro Gael Monfils. Chiude al n. 96.
Nel 2015 in estate passa le qualificazioni a Kitzbuhel e riesce ad arrampicarsi fino alla finale, risultato che gli vale il ritorno nei primi 100.
Nel 2016 raggiunge a Montpellier l'ultima finale della carriera, battendo tra gli altri Benoit Paire, n. 21 e il futuro n. 3 del mondo Alexander Zverev in semifinale. Cede a Richard Gasquet 7-5 6-4. Raggiunge anche i quarti di finale ad Amburgo e la semifinale a Gstaad, chiudendo al n. 73.
Nel 2017 non ottiene risultati di rilievi uscendo dai primi 200 del mondo. Chiude l'attività al termine del Masters1000 di Parigi Bercy, dove nelle qualificazioni batte il futuro n. 1 del mondo Daniil Medvedev, in quel momento n. 63 e perde dal canadese Vasek Pospisil.

## Vita privata
Ha due figli maschi: il primo è nato nel 2015, il secondo nel 2017.

## Statistiche

### Singolare

#### Vittorie (4)
| Legenda                   |
| Grande Slam (0)           |
| ATP World Tour Finals (0) |
| ATP Masters 1000 (0)      |
| ATP World Tour 500 (0)    |
| ATP World Tour 250 (4)    |

| Numero | Data            | Torneo                               | Superficie    | Avversario in finale | Punteggio        |
| 1.     | 7 giugno 2002   | Kremlin Cup, Mosca                   | Sintetico (i) | Sjeng Schalken       | 4-6, 6-2, 6-0    |
| 2.     | 14 ottobre 2002 | Grand Prix de Tennis de Lyon, Lione  | Sintetico (i) | Gustavo Kuerten      | 4-6, 6-3, 6-1    |
| 3.     | 23 aprile 2007  | Grand Prix Hassan II, Casablanca     | Terra rossa   | Albert Montañés      | 6-1, 6-1         |
| 4.     | 9 luglio 2007   | Allianz Suisse Open Gstaad, Svizzera | Terra rossa   | Andreas Seppi        | 6(1)-7, 6-4, 7-5 |

#### Finali perse (6)
| Legenda                   |
| Grande Slam (0)           |
| ATP World Tour Finals (0) |
| ATP Masters 1000 (0)      |
| ATP World Tour 500 (1)    |
| ATP World Tour 250 (5)    |

| Numero | Data              | Torneo                                        | Superficie  | Avversario in finale  | Punteggio        |
| 1.     | 28 settembre 2003 | Campionati Internazionali di Sicilia, Palermo | Terra rossa | Nicolás Massú         | 6-1, 2-6, 6(0)-7 |
| 2.     | 14 ottobre 2007   | Kremlin Cup, Mosca                            | Cemento (i) | Nikolaj Davydenko     | 5-7, 6(9)-7      |
| 3.     | 5 ottobre 2008    | Open de Moselle, Metz                         | Terra rossa | Dmitrij Tursunov      | 6(6)-7, 6-1, 4-6 |
| 4.     | 26 luglio 2009    | International German Open, Amburgo            | Terra rossa | Nikolaj Davydenko     | 2-6, 4-6         |
| 5.     | 8 agosto 2015     | Generali Open, Kitzbühel                      | Terra rossa | Philipp Kohlschreiber | 6-2, 2-6, 2-6    |
| 6.     | 7 febbraio 2016   | Open Sud de France, Montpellier               | Cemento (i) | Richard Gasquet       | 5-7, 4-6         |

### Doppio

#### Vittorie (1)
| Legenda                   |
| Grande Slam (0)           |
| ATP World Tour Finals (0) |
| ATP Masters 1000 (0)      |
| ATP World Tour 500 (0)    |
| ATP World Tour 250 (1)    |

| Numero | Data              | Torneo                     | Superficie  | Compagno         | Avversari in finale                  | Punteggio               |
| 1.     | 13 settembre 2008 | BCR Open Romania, Bucarest | Terra rossa | Nicolas Devilder | Mariusz Fyrstenberg Marcin Matkowski | 7–6(4), 6(9)–7, [22–20] |

#### Finali perse (1)
| Legenda                   |
| Grande Slam (0)           |
| ATP World Tour Finals (0) |
| ATP Masters 1000 (0)      |
| ATP World Tour 500 (1)    |
| ATP World Tour 250 (0)    |

| Numero | Data           | Torneo                       | Superficie  | Compagno      | Avversari in finale      | Punteggio        |
| 1.     | 25 luglio 2010 | German Open Hamburg, Amburgo | Terra rossa | Jérémy Chardy | Marc López David Marrero | 3-6, 6-2, [8-10] |

## Risultati nei tornei del Grande Slam
| Sigla | Risultato               |
| ----- | ----------------------- |
| V     | Vincitore               |
| F     | Finalista               |
| SF    | Semifinalista           |
| O     | Oro olimpico            |
| A     | Argento olimpico        |
| SF    | Bronzo olimpico         |
| QF    | Quarti di Finale        |
| 4T    | Quarto turno            |
| 3T    | Terzo turno             |
| 2T    | Secondo turno           |
| 1T    | Primo turno             |
| RR    | Round Robin             |
| LQ    | Turno di qualificazione |
| A     | Assente                 |
| ND    | Non disputato           |

| Legenda superfici    |
| -------------------- |
| Cemento              |
| Terra battuta        |
| Erba                 |
| Superficie variabile |

| Tornei Grande Slam         |     |     |     |     |     |     |     |     |     |     |     |     |     |     |     |     |     |      |       |
| Australian Open, Melbourne | A   | 1T  | A   | A   | 1T  | 4T  | 1T  | 4T  | 2T  | A   | A   | A   | 1T  | Q2  | 1T  | 1T  | 1T  | 0/10 | 7-10  |
| Roland Garros, Parigi      | 1T  | 4T  | 1T  | A   | 3T  | 3T  | 3T  | 4T  | 3T  | 1T  | A   | 3T  | 1T  | 1T  | 1T  | 2T  | 1T  | 0/14 | 17-14 |
| Wimbledon, Londra          | A   | 2T  | 1T  | A   | 1T  | 1T  | 4T  | 3T  | 2T  | 4T  | A   | 1T  | 2T  | 1T  | Q3  | 1T  | Q3  | 0/12 | 11-12 |
| US Open, New York          | A   | 1T  | 1T  | 3T  | 1T  | 2T  | 1T  | 2T  | 1T  | 3T  | A   | 2T  | 1T  | 2T  | 1T  | 2T  |     | 0/14 | 9-14  |
| Vittorie–Sconfitte         | 0-1 | 4-4 | 0-3 | 2-1 | 2-4 | 6-4 | 5-4 | 9-4 | 4-4 | 5-3 | 0-0 | 3-3 | 1-4 | 1-3 | 0-3 | 2-4 | 0-2 | 0/50 | 44-50 |